# Zapp
Zapp est un groupe de musique funk formé en 1978 à Dayton (Ohio) ayant connu son heure de gloire au cours des années 1980, dont l'une des caractéristiques est l'utilisation intensive de la talkbox.
Les titres More bounce to the Ounce (1980), Dance Floor (1982), I Can Make You Dance (1983) et Computer Love (1985) sont les plus connus du groupe et sont régulièrement samplés par les artistes hip-hop.

## Carrière
Le groupe est articulé autour des frères Troutman : Roger, Larry, Lester et Terry. Les autres membres sont Bobby Glover, Eddie Barber, Shirley Murdock, Jannetta Boyce, Jerome Derrickson, Sherman Fleetwood, Gregory Jackson et Michael Warren.
Roger Troutman, le leader du groupe, a fait une carrière solo en parallèle, sous le nom de « Roger » (4 albums solo de 1981 à 1991).
Fin 1995, la musique de Zapp et Roger Troutman refait l'actualité à la suite du succès international du titre California Love du rappeur 2Pac, produit par Dr Dre, sur lequel Roger Troutman participe et reprend des éléments du morceau "Dance Floor" de Zapp datant de 1982. 
En Mai 1996 (le 12 et le 13), le groupe donne 2 concerts au Hot Brass, dans le parc de la Villette à Paris, avec Roger Troutman.
Le 25 avril 1999, Roger et Larry Troutman sont retrouvés morts, tués par la même arme. Larry aurait assassiné Roger puis se serait donné la mort. La cause de l'acte repose sur les problèmes financiers de Troutman Entreprises, dirigé par Larry Troutman qui avait quitté le groupe Zapp pour se consacrer au business.
Dès août 1999, Zapp continue les tournées sans Roger et Larry sous le nom de The Zapp Band.
Le groupe s'est produit à La Cigale de Paris le 10 mars 2007 avec Bigg Robb et Shirley Murdock, lors d'une mini tournée européenne (une date à Paris, une autre à Londres), organisée à l'occasion des 40 ans du funk.
Chaque concert de Zapp Band commence par un hommage et une prière (en musique) aux disparus du groupe.
Le groupe devait se produire à Paris au Cabaret Sauvage le 14 novembre 2015 mais le concert fut annulé par les autorités à la suite des attentats du 13 novembre 2015 à Paris.
En 2017, Lastrada Entertainment, propriétaire des droits du titre "More Bounce To The Ounce" de Zapp, accuse de plagiat Mark Ronson et Bruno Mars à la suite du succès du titre Uptown Funk. Un arrangement à l'amiable a été conclu.
Le 04 novembre 2018, ils se produisent au Trabendo (ex-Hot Brass à Paris où ils s'étaient déjà produits en 1996 avec Roger Troutman) dans le cadre de leur tournée "Zapp VII European Tour 2018" à la suite de la sortie de leur nouvel album "Zapp VII : Roger & Friends".
En 2018, le groupe est composé de Lester Troutman, Sr. (batterie), Terry “Zapp” Troutman (talkbox/claviers/basse), Bart Thomas (talkbox/voix/claviers/basse), Dale DeGroat (direction musicale/claviers/voix/harmonica), Thomas Troutman (claviers/voix), Riccardo Bray (guitare) et Anthony Arrington (saxophone).

## Discographie

### Albums studio
- 1980 : Zapp (Warner Brothers)
- 1982 : Zapp II (Warner Brothers)
- 1983 : Zapp III (Warner Brothers)
- 1984 : The New Zapp IV U (Warner Brothers)
- 1989 : Zapp Vibe (Warner Brothers)
- 2002 : Zapp VI: Back by Popular Demand (ZappTown Records)
- 2018 : Zapp VII : Roger & Friends  (Leopard)

### Compilations
- 1993 : Zapp & Roger: All the Greatest Hits
- 1996 : The Compilation: Greatest Hits, Vol. 2 & More
- 2002 : We Can Make You Dance: The Zapp & Roger Anthology
- 2010 : Double Dose of Funk